# 罗家尕塬遗址
罗家尕塬遗址，位于中国甘肃省临夏市，为一个省级文物保护单位，类型为古遗址。
罗家尕塬遗址的历史年代为新石器时代至青铜时代。